# Musa troglodytarum
Musa troglodytarum là một loài thực vật có hoa trong họ Musaceae. Loài này được L. miêu tả khoa học đầu tiên năm 1763.

## Hình ảnh

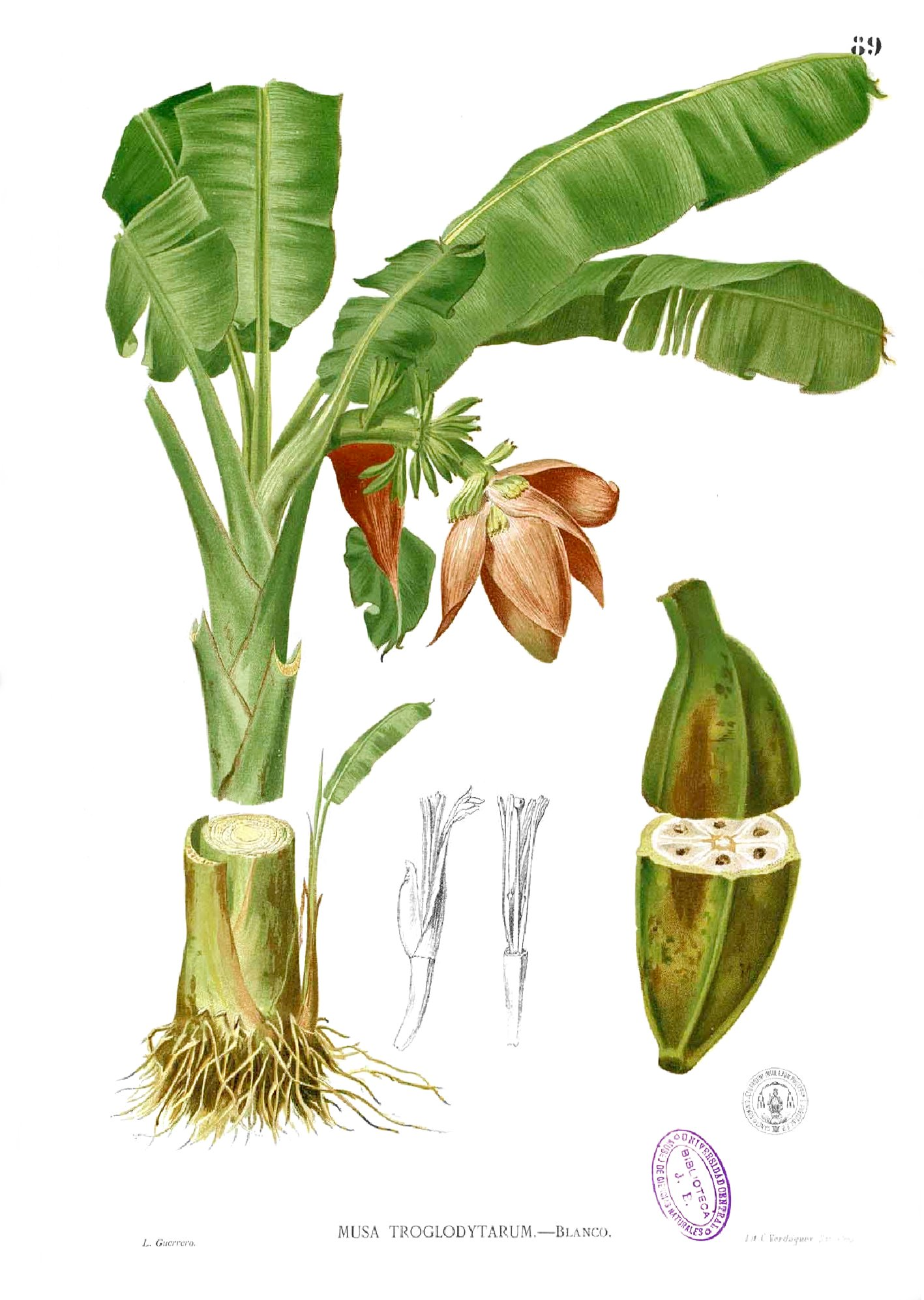
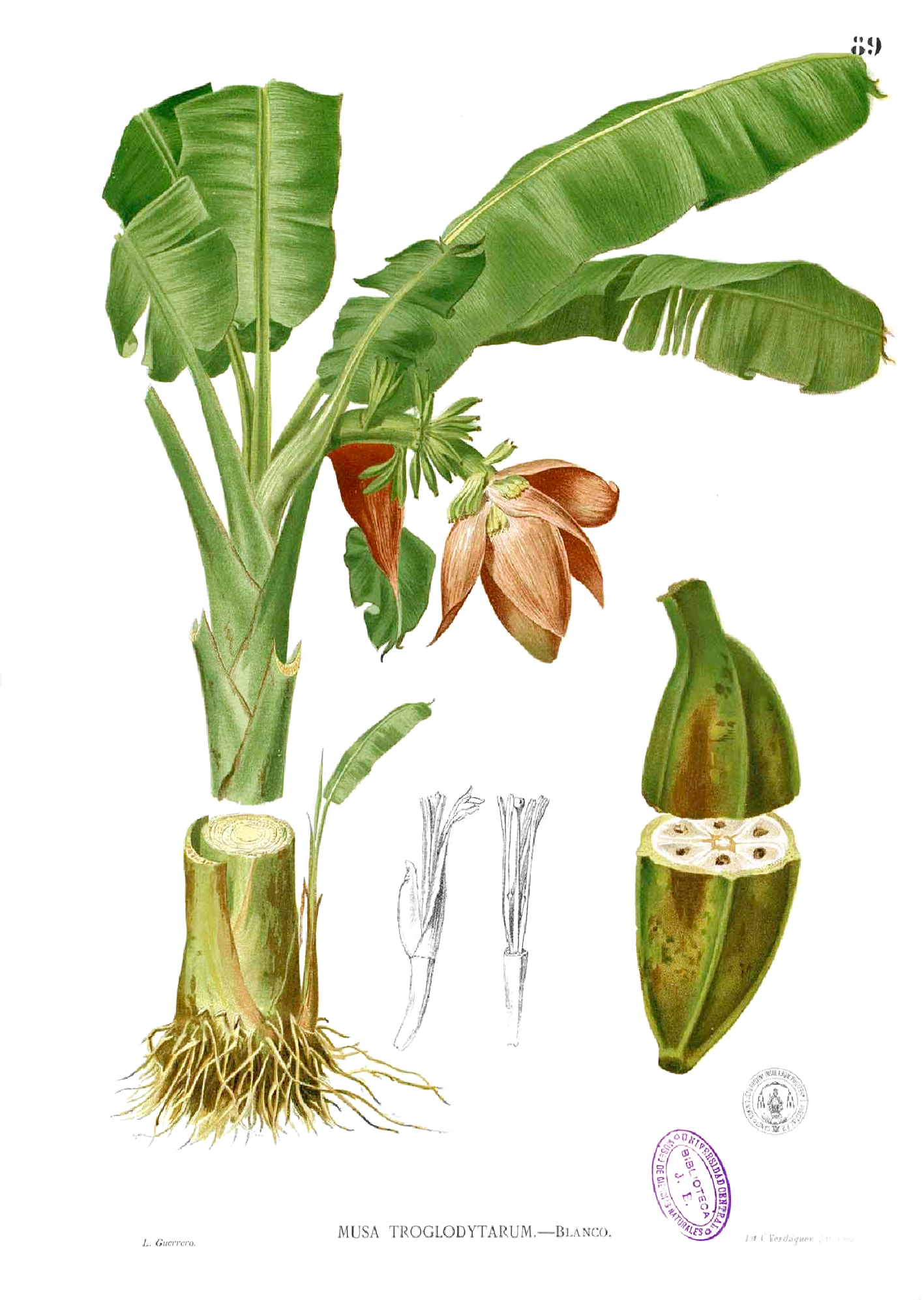